# Sección (topología)
En topología, dado un fibrado {\displaystyle F\subset E\to B} con proyección {\displaystyle \pi \colon E\to B}, una sección es una
aplicación {\displaystyle \sigma \colon B\to E} que satisface
{\displaystyle \pi \circ \sigma =\mathbb {I} _{B}}.
Esta construcción garantiza (por definición) que para la fibra se tenga que
{\displaystyle \pi ^{-1}(b)\,} y {\displaystyle F\,} son homeomorfas.
Los conceptos de campo vectorial, campo tensorial e inclusive campo gravitacional son ejemplos típicos, por ejemplo podemos considerar a un campo vectorial como una sección {\displaystyle X\colon M\to TM} del haz tangente {\displaystyle \pi \colon TM\to M}. La condición {\displaystyle \pi \circ X(m)=m} 
implica que{\displaystyle X(m)\in \pi ^{-1}(m)\equiv T_{m}M}, i.e. un campo vectorial en M es una asignación 
{\displaystyle m\mapsto X(m)\in T_{m}M}
- Datos: Q11703678